# Biblioteka Główna Uniwersytetu Szczecińskiego
Biblioteka Główna US (BG US) – wraz z bibliotekami wydziałowymi tworzy system biblioteczno-informacyjny Uniwersytetu Szczecińskiego.

## Historia
Historia biblioteki sięga roku 1968, kiedy to w Szczecinie, na bazie Studium Nauczycielskiego I, a od 1971 r. Studium Nauczycielskiego II, powołano Wyższą Szkołę Nauczycielską jako filię Uniwersytetu im. Adama Mickiewicza w Poznaniu. W roku 1973 WSN przekształcono w samodzielną Wyższą Szkołę Pedagogiczną, a istniejącą wówczas bibliotekę przemianowano na Bibliotekę Główną WSP. W latach siedemdziesiątych i początku osiemdziesiątych rozwijano bibliotekę, tworząc liczne filie. Pierwszy poważny remont budynku przy ul. Mickiewicza 16, siedziby BG, przeprowadzono dopiero w 1978 r.
Dalsze losy Biblioteki wiążą się już z Uniwersytetem Szczecińskim, powstałym w 1985 roku. Wtedy też w wyniku połączenia Biblioteki Głównej WSP oraz Biblioteki Ekonomicznej Wydziału Inżynieryjno-Ekonomicznego Politechniki Szczecińskiej, (której zbiory sięgają początków działalności istniejącej od 1946 r. Akademii Handlowej) rozpoczęła działalność Biblioteka Główna US. Przez kilka pierwszych lat, wraz z szybkim rozwojem Uniwersytetu, następowały również duże zmiany w strukturze Biblioteki oraz jej zbiorach. Wzbogacały się one dzięki licznym darczyńcom, wśród których można wymienić prof. Janusza Deresiewicza, prof. Jerzego Dittmara z Argentyny, prof. Tadeusza Siverta, dra Tomasza Niewodniczańskiego i prof. Zbigniewa A. Kruszewskiego. 
Obecnie Biblioteka Główna zajmuje dwa, połączone wewnętrznie budynki przy ul. Tarczyńskiego 1 i 1A.

## Profil
Profil gromadzonych przez bibliotekę US zbiorów jest bardzo szeroki i obejmuje: filozofię, psychologię, religioznawstwo, socjologię, politologię, ekonomię, prawo, oświatę i wychowanie, matematykę, fizykę, biologię, nauki o morzu, ochronę środowiska, informatykę, transport, wychowanie fizyczne i sport, językoznawstwo, literaturoznawstwo, bibliotekoznawstwo i informację naukową, historię, pomorzoznawstwo oraz nauki pokrewne wymienionych dziedzin.